# 勞埃德 (阿肯色州)
勞埃德（英語：Lloyd）是位於美國阿肯色州阿什利縣的一個非建制地區。該地的面積和人口皆未知。

## 地理
勞埃德的座標為33°17′58″N 91°30′50″W / 33.29944°N 91.51389°W，而該地的平均海拔高度為40米（即131英尺）。